# SS.11
Nord SS. 11 — французская противотанковая управляемая ракета первого поколения.

## Разработка и испытания
Разрабатывался во Франции в 1953 г.
Разработка улучшенной версии SS. 10 (Nord-5203) началась в 1953 году как Nord-5210. Ракета задумывалась как тяжелая версия переносного ПЗРК SS.10 для применения с транспортных средств, кораблей и вертолетов. Ракета поступила на вооружение французской армии под обозначением SS. 11. Она использовалась как первая в мире противотанковая ракета, устанавливаемая на вертолет (на Alouette II).
Создан на базе SS. 10 по проекту французского инженера Жана-Мари Бастьен-Тири. Авиационный вариант SS. 11 обозначался как AS. 11 (AS – “air-sol” - воздух-земля). Испытания комплекса в облегчённом пехотном варианте (переносной пусковой установки) для ношения вручную проводились заводской командой испытателей с участием французских горнострелковых частей в высокогорных Западных Альпах на территории дофинского горного массива.
С 1962 года  выпускалась модель ракеты «SS. 11B», в которой часть оригинальной электроники была заменена твердотельными компонентами. Транзисторизация улучшила время отклика и управляемость, что уменьшило склонность к чрезмерной корректировке во время полета.  Эта версия использовалась для разработки пехотной версии, в которой оператор нес три боеголовки и имел «поясной ремень управления огнем», а трое других мужчин несли ракету без боеголовки. 
Одним из самых необычных применений SS. 11 было использование, вероятно, самой маленькой противокорабельной ракеты в мире: шведская морская пехота использовала ее в качестве противодесантного корабля на протяжении десятилетий, пока она не была заменена специализированной версией AGM -114 «Хеллфайр» . Он также использовался финской береговой артиллерией для прикрытия узких каналов на архипелаге, заменив в этой роли израильский SPIKE ER (Rannikko-Ohjus 06).

## Постановка на вооружение
Ракета была принята на вооружение в 1956 году французской армией. А позже армией США и Израиля. США приняли AS. 11 на вооружение в 1961 г., производили ракету по лицензии под обозначением AGM-22 и использовали её на вертолётах UH-1 Iroquois («Ирокез») до 1976 г. Так же применялась во Вьетнаме в 1966-1972 г.г. В Израиле SS. 11 получили название “Тагер”, однако чаще применялось официальное обозначение. Несмотря на то, что Израиль имел на вооружении эти ПТРК, использовался только его предшественник - SS. 10.

## Экспорт и зарубежное производство
Широко экспортировались Францией различным странам мира (не менее 36, включая Иран, Ливан, Ирак, Ливию и Саудовскую Аравию). Кроме США, производилась по лицензии в ФРГ, Норвегии и Индии. Лицензиатом в США выступала компания «Дженерал электрик», которая зарезервировала за собой право на производство усовершенствованных SS. 11B для размещения на самоходной колёсной или гусеничной платформе. Производством ракет для Армии Норвегии занималась Kongsberg Våpenfabrikk.
Прекратили их производство через почти 30 лет — производили до начала 1980-х годов. Всего было выпущено около 180 тыс. ракет.

## Принцип работы
ПТУР с ручной системой наведения, оно же наведение по методу трёх точек (прицел — ракета — цель). Управление осуществлялось по проводам. После пуска и в течение всего полёта к цели ракета разматывала пару тонких проводов, по которым передавались команды управления.
Слежение за ракетой было возможно по установленному на ней трассёру. Ускоритель работал 1,2 секунды, маршевый двигатель — 20 секунд.
ПТУР мог оснащаться различными типами БЧ: Тип 140 — кумулятивной 140AC, проникающей (полубронебойной) осколочно-фугасной 140AP02, осколочной 140AP59, противокорабельной 140CCN.

## Тактико-технические характеристики
- Длина: 1190 мм
- Диаметр: 165 мм
- Стартовая масса: 63 фунта или ≈ 28,5 кг
- Скорость: 425 миль/ч или ≈ 190 м / с
- Максимальная дальность: 3800 ярдов или ≈ 3500 м
- Минимальная дальность: 500 м (для SS. 11); 100 м (для SS. 11B)
- Эффективная максимальная дальность: 2,2 мили или ≈ 3500 м
- Боезаряд: 6,8 кг
- Бронепробиваемость: 500 мм

## Сравнительная характеристика
| Общие сведения и сравнительная тактико-техническая характеристика ПТРК НАТО конца 1950-х — начала 1960-х годов | Общие сведения и сравнительная тактико-техническая характеристика ПТРК НАТО конца 1950-х — начала 1960-х годов | Общие сведения и сравнительная тактико-техническая характеристика ПТРК НАТО конца 1950-х — начала 1960-х годов | Общие сведения и сравнительная тактико-техническая характеристика ПТРК НАТО конца 1950-х — начала 1960-х годов | Общие сведения и сравнительная тактико-техническая характеристика ПТРК НАТО конца 1950-х — начала 1960-х годов | Общие сведения и сравнительная тактико-техническая характеристика ПТРК НАТО конца 1950-х — начала 1960-х годов | Общие сведения и сравнительная тактико-техническая характеристика ПТРК НАТО конца 1950-х — начала 1960-х годов | Общие сведения и сравнительная тактико-техническая характеристика ПТРК НАТО конца 1950-х — начала 1960-х годов | Общие сведения и сравнительная тактико-техническая характеристика ПТРК НАТО конца 1950-х — начала 1960-х годов | Общие сведения и сравнительная тактико-техническая характеристика ПТРК НАТО конца 1950-х — начала 1960-х годов |
| Комплекс | Страна | Страна | Масса ПТУР, кг                                                                                                 | Масса БЧ, кг                                                                                                   | Длина, мм | Диаметр, мм | Размах, мм | Дальность, м                                                                                                   | Скорость, м/с                                                                                                  |
| --- | --- | --- | --- | --- | --- | --- | --- | --- | --- |
| Bantam | Швеция | Швеция | 6 | 1,4 | 838 | 109 | 401 | 305…1980 | 85 |
| COBRA | Швейцария | Швейцария | 9,5 | 2,5 | 1067 | 99 | 482,5 | 500…1600 | 85 |
| Entac | Франция | Франция | 12 | 4,5 | 828 | 140 | 381 | ?…1770 | 85 |
| Malkara | Австралия | Австралия | 93,4 | 27,2 | 1930 | 203 | 787,5 | 305…1830+ | 179 |
| Mosquito | Швейцария | Швейцария | 12 | 3,3 | 1120 | 119,5 | 599,5 | 365…2010 | 94 |
| Python | Великобритания                                                                                                 | Великобритания                                                                                                 | 36,3 | 13,6 | 1524 | 152,5 | 610 | не разглашались                                                                                                | не разглашались                                                                                                |
| SS.10 | Франция | Франция | 15 | 5 | 861 | 165 | 749 | 300…1600 | 80 |
| SS.11 | Франция | Франция | 29 | 7,9 | 1166 | 165 | 500 | 500…3500 | 190 |
| Vigilant | Великобритания                                                                                                 | Великобритания                                                                                                 | 14 | 5,4 | 1067 | 114 | 279,5 | 150…1370 | 152 |
| Источники информации - Missiles 1960 by W. T. Gunston // Flight International : Official Organ of the Royal Aero Club. — London: Iliffe Transport Publications, 4 November 1960. — Vol. 78 — No. 2695 — P. 734. - Missiles 1961 by W. T. Gunston // Flight International : Official Organ of the Royal Aero Club. — London: Iliffe Transport Publications, 2 November 1961. — Vol. 80 — No. 2747 — P. 718. - Missiles 1962 by W. T. Gunston // Flight International : Official Organ of the Royal Aero Club. — London: Iliffe Transport Publications, 8 November 1962. — Vol. 82 — No. 2800 — P. 766. - Foreign Firms Seek Antitank Sales by Bernard Poirier // Missiles and Rockets : The Missile & Space Weekly. — Washington, D.C.: American Aviation Publications, November 28, 1960. — Vol. 7 — No. 22 — P. 20-21. | | | | | | | | | |